# Afrikaanse diklip
De Afrikaanse diklip (Plectorhinchus gaterinus) is een vis uit de familie Haemulidae, die voorkomt in de Rode Zee en het westelijk deel van de Indische Oceaan. De tot 50 cm grote vissen vormen grote scholen die zich meestal in dieper water ophouden aan de zeezijde van koraalriffen. De vissen voeden zich met allerlei in het zand begraven organismen. Zij nemen happen zand, en zeven het eetbare in hun bek ertussenuit. Jonge vissen hebben zwarte strepen die bij het volwassen worden in zwarte stippen veranderen.
1. ↑  (en) Afrikaanse diklip op de IUCN Red List of Threatened Species.